# Vampyros Lesbos
Vampyros Lesbos (Spaans: Las Vampiras) is een West-Duits-Spaanse horrorfilm uit 1971 geregisseerd en mede geschreven door Jesús Franco.

## Synopsis
Linda Westinghouse is een jonge Amerikaanse advocate, die werkt voor een advocatenkantoor in Istanboel. 's Nachts heeft ze dromen waarin ze een sexy brunette ontmoet en de liefde met haar bedrijft zonder dat ze zichzelf daarvan kan weerhouden. Haar volgende zaak die ze krijgt, zorgt ervoor dat ze naar een van de kleinste eilanden aan de Turkse kust moet. Dan worden haar dromen werkelijkheid...

## Rolverdeling
| Acteur               | Personage             | Nota                |
| -------------------- | --------------------- | ------------------- |
| Ewa Strömberg        | Linda Westinghouse    | als Ewa Stroemberg  |
| Soledad Miranda      | Gravin Nadine Carody  | als Susann Korda    |
| Andrea Montchal      | Omar                  | als Viktor Feldmann |
| Dennis Price         | Dr. Alwin Seward      |                     |
| Paul Müller          | Dr. Steiner           |                     |
| Heidrun Kussin       | Agra                  |                     |
| Michael Berling      | Dr. Sewards assistent |                     |
| Beni Cardoso         | "Dood" model          | onvermeld           |
| Jesús Franco         | Memmet                | onvermeld           |
| José Martínez Blanco | Morpho                |                     |